# Ken Mattingly

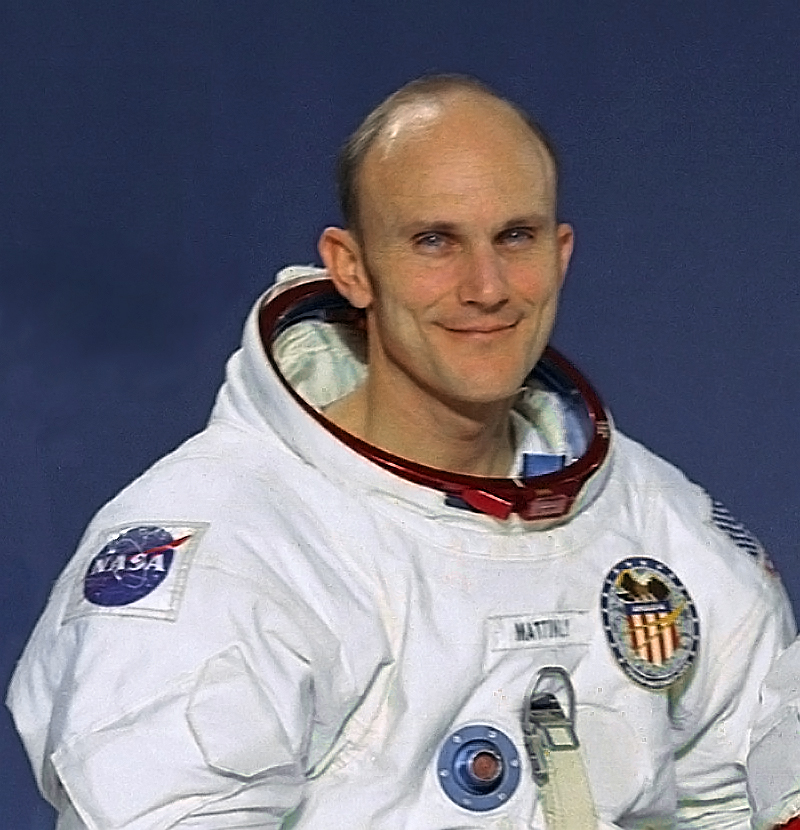
Ken Mattingly

Thomas Kenneth (Ken) Mattingly II (Chicago, 17 maart 1936 – Arlington (Virginia), 31 oktober 2023) was een Amerikaans astronaut, marinepiloot en schout-bij-nacht. Hij vloog met de Apollo 16, STS-4 en STS-51-C missies. Hij was een van de oorspronkelijk ingeplande bemanningsleden van de Apollo 13 missie, maar kon niet mee wegens een, naar later bleek ongegronde, zorg over zijn medische conditie. Hij zou later de piloot zijn van de commandomodule van Apollo 16, en is hiermee een van slechts 24 mensen die naar de maan zijn gevlogen. Als piloot is hij echter niet geland.

## Studie
In 1958 behaalde hij een bachelor in luchtvaarttechniek aan de Universiteit van Auburn. Na zijn studies werd hij lid van de Amerikaanse marine, waar hij in 1960 zijn aviator wings kreeg als marinepiloot.

## Carrière bij NASA
Toen hij in april 1966 geselecteerd werd als astronaut door de NASA, was hij student aan de U.S. Air Force Test Pilot School op Edwards Air Force Base in de staat Californië. Daar studeerde hij aan de Air Force Aerospace Research Pilot School. In zijn carrière bij de NASA was hij betrokken bij de vluchten met Apollo 13 en Apollo 16 en met Space Shuttle vluchten.
In 1972 kreeg hij o.a. de Distinguished Service medaille van de NASA.

## Apollo 13

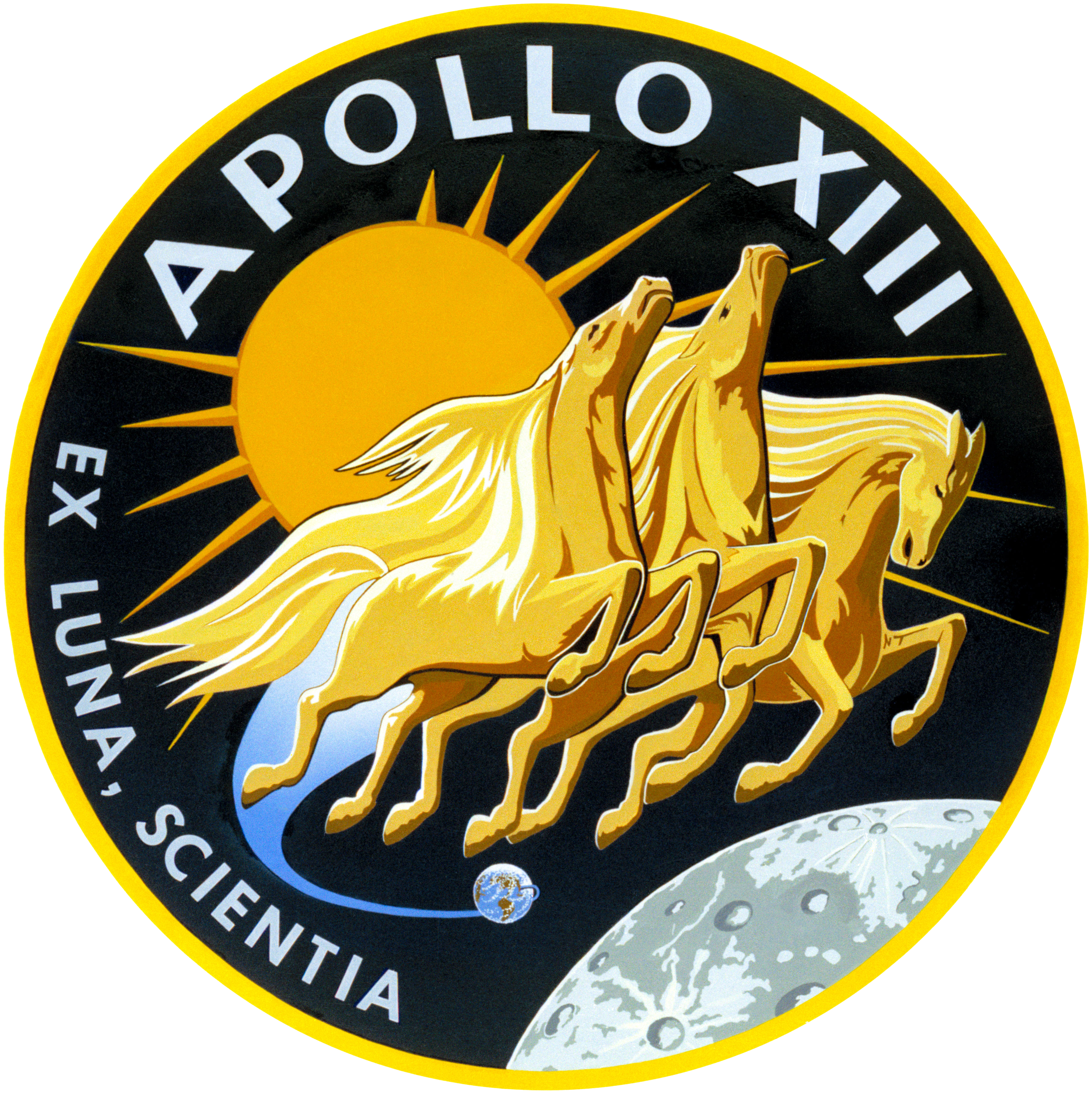

Ken Mattingly was geselecteerd als Command Module Piloot van de Apollo 13. De missie van Apollo 13 was een derde landing op de maan. Dit ging voor Ken Mattingly niet door want drie dagen voor de vlucht bleek hij uit bloedonderzoek, na contact met iemand met rodehond, niet imuun te zijn. Daarom werd hij vervangen door Jack Swigert.
De vlucht ging de derde dag echter fout en plots werd de missie een van overleven. Dit konden ze niet alleen vanuit de ruimte oplossen en ook in Houston waren ze op zoek naar een methode om de drie astronauten veilig op aarde terug te krijgen. Ken Mattingly bedacht een methode die de astronauten konden aanwenden waarmee ze zo min mogelijk energie nodig hadden door de maanlander te gebruiken voor de terugkeer.

## Apollo 16
De vlucht van Apollo 16 vond plaats tussen 16 en 27 april 1972. De missie van deze vlucht was dezelfde als die van Apollo 13. Samen met John W. Young (commandant) en Charles Moss "Charlie" Duke, Jr. (maanlander piloot) ging hij naar de maan. Hij was piloot van de command module, die naar de maan vloog, maar niet landde. In tegenstelling tot de vlucht met Apollo 13, was de missie een succes.

## Space Shuttle vluchten
Na de vlucht met Apollo 16, werd Mattingly ingezet als een leidinggevend figuur voor het Spaceshuttleprogramma. Hij werd de commandant van STS-4. Dit was de vierde en laatste testvlucht voor de Space Shuttle Columbia.
Ook was Ken Mattingly in 1985 commandant. Nu van de STS-51-C. Dit was zijn laatste opdracht, want later dat jaar ging hij met pensioen. Een jaar later trok hij zich ook terug uit het leger.
Mattingly overleed op 87-jarige leeftijd.